# Sérvio Cornélio Lêntulo (cônsul em 303 a.C.)
Sérvio Cornélio Lêntulo Caudino (em latim: Servius Cornelius Lentulus Caudinus) foi um político da gente Cornélia da República Romana eleito cônsul em 303 a.C. com Lúcio Genúcio Aventinense. Era filho de Lúcio Cornélio Lêntulo, cônsul em 327 a.C., que assumiu o agnome "Caudino" depois da vitória que se seguiu à derrota na Batalha das Forcas Caudinas em 320 a.C. Lúcio Cornélio Lêntulo Caudino, cônsul em 275 a.C. era seu filho.

## Família
Lêntulo era o cognome de uma das mais orgulhosas famílias patrícias da gente Cornélia. Quando se encontra plebeus com este nome, não cabe dúvida de que eram descendentes dos libertos.

## Consulado (303 a.C.)
Foi eleito cônsul em 303 a.C. juntamente com Lúcio Genúcio Aventinense. Durante seu mandato, 6 000 homens foram enviados a Alba, no território dos équos, e outros 4 000 a Sora, capturada dos samnitas, para fundarem colônias romanas.